# Laugerie-Basse
Laugerie-Basse est un abri sous roche sur la commune des Eyzies en Dordogne, France. Il a été occupé au Paléolithique supérieur.
Il fait l'objet de multiples protections en tant que monument historique, site archéologique et patrimoine mondial.

## Situation
Le site de Laugerie-Basse se trouve sur la rive droite (côté ouest) de la Vézère, au bord de la route D47, à 2 km au nord-ouest du bourg des Eyzies. La grotte du Grand Roc se trouve à seulement quelques dizaines de mètres au sud.

## Présentation
Il se compose en fait de deux abris sous roche en bordure de la Vézère : l'abri dit « classique » et l'abri des Marseilles. L'abri classique, celui situé le plus en aval, a été intégralement fouillé et est aujourd'hui largement recouvert par des maisons troglodytes.
L'abri des Marseilles se trouve 50 mètres en amont sur le cours de la rivière, sous la même falaise. Il n'a pas été intégralement fouillé et une partie de sa stratigraphie a été préservée sous les éboulis qui ont permis la bonne conservation du site. Ce second abri est aujourd'hui visitable.

## Chronologie des fouilles
Les fouilles menées au cours des années 1860 par Édouard Lartet l'ont été sans enregistrement précis de la stratigraphie du site. La stratigraphie n'a été établie qu'aux environs de la Première Guerre mondiale : on distingue quatre stades du Magdalénien, de III à VI, durant le Würm IV. 
Parmi les quelque 600 objets trouvés à Laugerie-Basse, on relève plusieurs œuvres magdaléniennes connues, entre autres une statuette de femme à la tête brisée appelée « Vénus impudique » découverte par le Paul Hurault vers 1864 ainsi qu'une plaquette appelée « Femme au renne » par Louis Landesque.

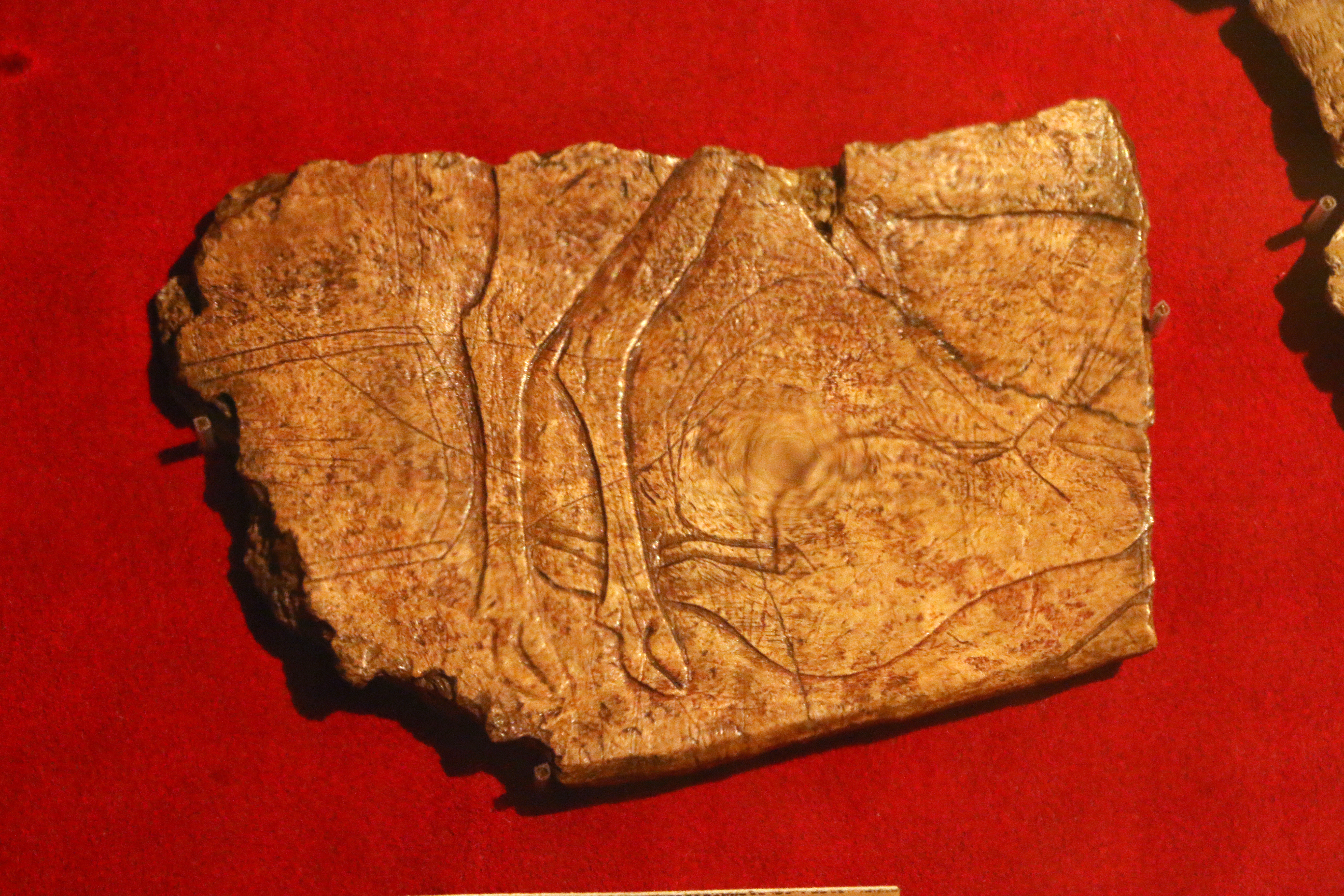
Plaquette de la Femme au renne, MAN.
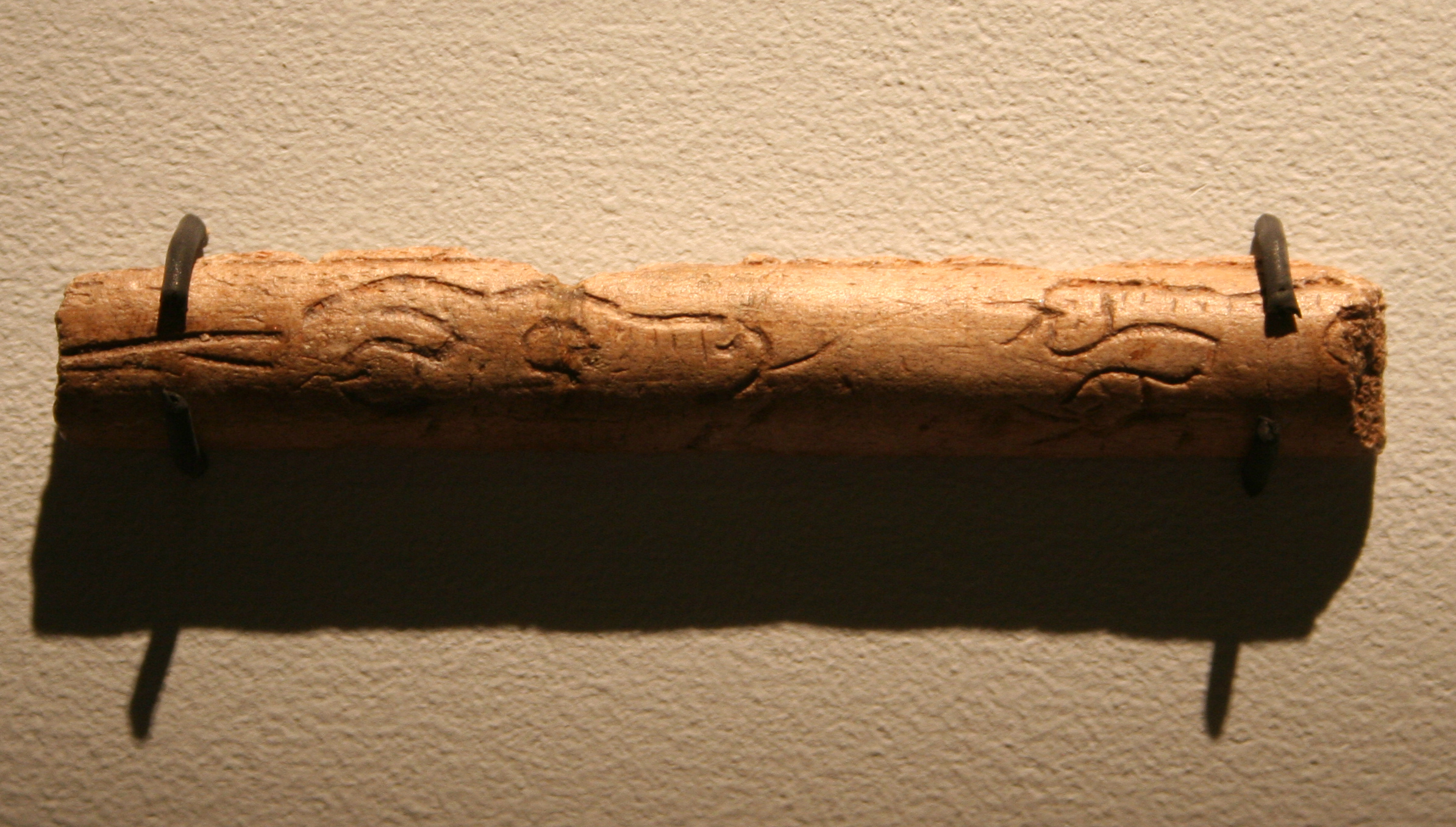
Gravure sur os d'un jeune cerf au pis avec des colorants incrustés. Musée de Préhistoire et de Protohistoire de Berlin.
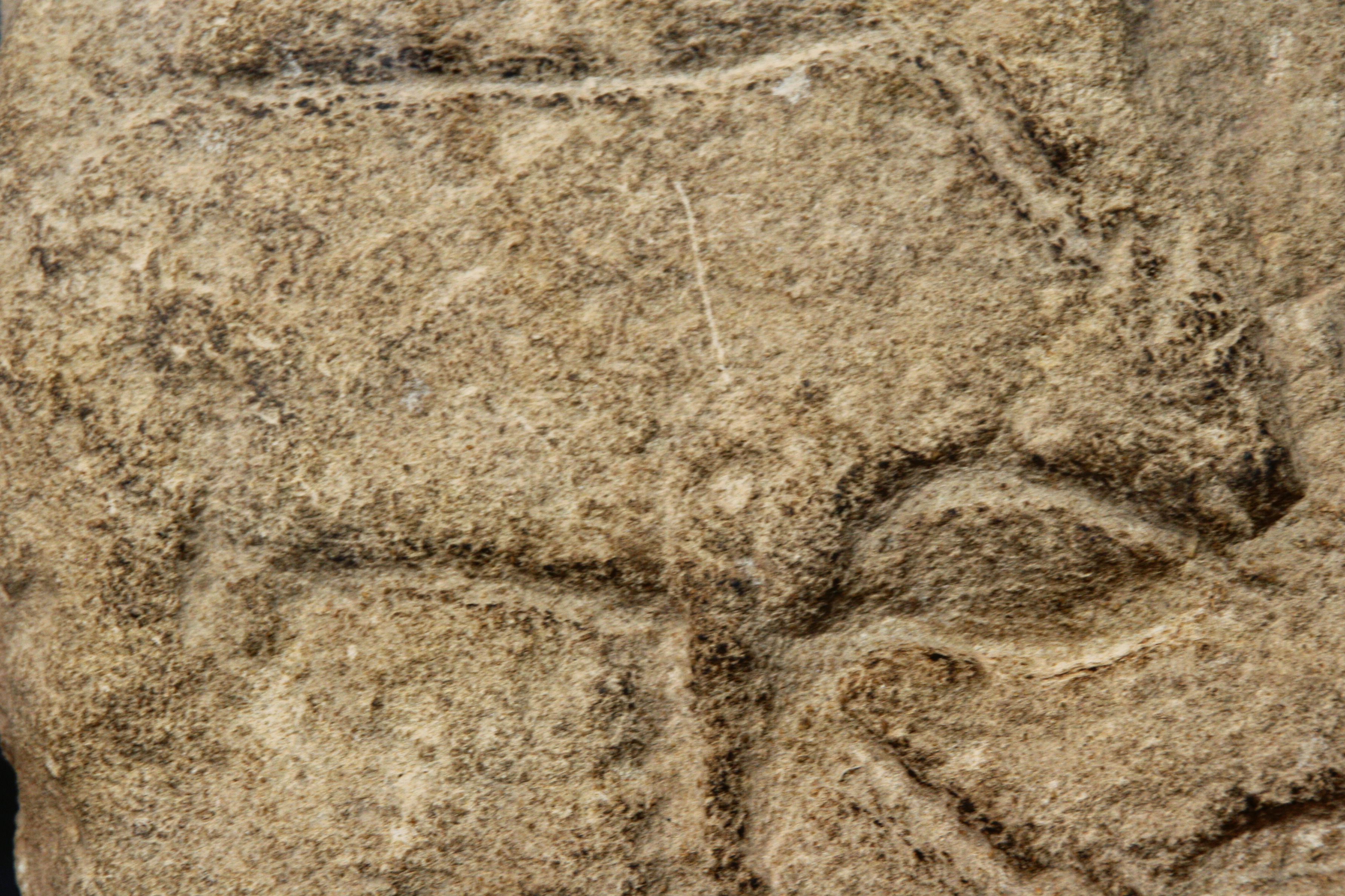
Aurochs sculpté trouvé sur le site.
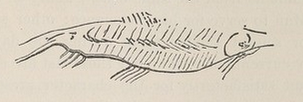
Poisson gravé sur mandibule de renne.

En juin 2011, le site est acheté par le département de la Dordogne.

## Protections
Le 25 avril 1940, le gisement préhistorique est classé au titre des monuments historiques. Le site archéologique devient un site classé le 5 décembre 1977.
Depuis 1979, le site est inscrit au patrimoine mondial de l'UNESCO, en association avec d'autres sites et grottes ornées de la région sous le nom de « Sites préhistoriques et grottes ornées de la vallée de la Vézère ».

## Tourisme
En 2022, l'ensemble grotte du Grand Roc/Laugerie-Basse a attiré 58 000 visiteurs.